# ソラキチ・マツダ

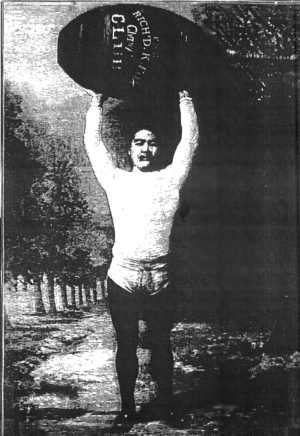
1880年ごろのソラキチ・マツダ

ソラキチ・マツダ（1859年? - 1891年8月16日 ）は、福井県出身で伊勢ヶ濱部屋所属の元力士、元プロレスラー。身長166cm、体重77kg。本名：漢字：松田幸次郎（ひらがな：まつだ こうじろう）。日本人初のプロレスラーと言われ、アメリカで活躍した。

## 来歴

### 大相撲時代
1859年（1862年説もある）福井県の漁師の子として生まれる。明治期の東京相撲で四股名荒竹寅吉として伊勢ヶ濱部屋に所属していたが、序二段で廃業。
名前は後に変化し、人生の残りを過ごすことになるアメリカではよく知られているように地元のプロモーターやスポーツプレスからは「Matsada Korgaree Sorakichi」、同僚からは彼は「マット」または「ザ・ジャップ」と呼ばれていた。

### プロレスラー時代
力士廃業後アメリカ人興行師の誘いを受け渡米。1883年1月14日にニューヨークでプロレスラーとしてデビューする。デビュー戦の相手は当時のトップレスラーの一人であるイギリス人エドウィン・ビッピー(Edwin Bibby)であったが試合には敗れた。同年3月の試合で、ジェームス・ダレイ(James Daley)相手に初勝利を収める。その後アメリカ各地をサーキットし、ウィリアム・マルドーンら当時のトップレスラーと数多く試合をした。
1884年3月、松田はニューヨーク でジェームズ・デイリーを破った。その後数ヶ月間はロードサーキットに出て、クリーブランド、ボルチモア、バッファロー、ロチェスター、フィラデルフィア、シンシナティ、シカゴ、ペオリアで試合をした。彼の対戦相手はダンカンC.ロス、ジャック・ギャラガー、ベニー・ジョーンズ、ジョー・アクトン 、カルロス・マルティーノ、アンドレ・クリストル 、テッド・ジョージなどである。
グレコローマンチャンピオンのウィリアム・マルドゥーンが、この時期で最も有名な対戦相手であった。マルドゥーンは1884年7月18日にシカゴで松田に勝利。松田は1884年8月にニューヨークに戻り、1885年6月まで住んでいた。ニューヨーク市にいる間、彼はジェームズ・クイグリーとジャック・ハードを打ち負かし、カール・アプスとマルドゥーンには引き分けた後、アブスには2度敗北している。
1884年内にミドル級チャンピオン（何のタイトルマッチであるかは不明）となり、母国日本の新聞でも報じられたという。
1885年6月から12月にかけてペンシルベニア州クリーブランドとスクラントンなどで試合を行った。
1885年5月5日、マルドゥーンはソラキチにハンディキャップマッチを挑む。1時間に5回日本のレスラーをピンフォールできるか100ドルの賭けをしたが、結果はマルドゥーンの失敗に終わる。
1886年2月15日のエヴァン「ストラングラー」ルイスとの試合中に、ソラキチはレッグロックで足を骨折したと伝えられているが、1か月後には試合に復帰した。 1886年3月、松田はクリーブランドでイギリスの世界ヘビー級チャンピオンのトムキャノンに敗れ、ニューヨーク市でドイツの世界ヘビー級チャンピオンのアーネスト・ローバーと引き分けた。ローバーとの試合は、BoweryのGermania Assembly Roonで行われた。
松田は1886年の後半にはクリーブランド、フィラデルフィア、アッシュランド、ウィスコンシン、セントルイスでレスリングを行っていた。対戦者はダンカン・ロス、ジョー・アクトン、ジャック・カーキーク、ジェームズ・ドナー、ジェームズ・フォークナーとベルナール・マクファデンなど。
1887年、彼はバッファロー、クリーブランド、デトロイト、リオデジャネイロ、ボルチモアで試合を行った。1888年に彼はペンシルベニア（フィラデルフィア、ピッツバーグ、エリー、スクラントン）をツアーし、マサチューセッツ州ローウェルも訪れた。対戦相手にはジェシー・クラーク、ジョー・アクトン、ジャック・ハート、ジム・コナーズ、H.M.デュファー、ハーベイ・パーカー、ウィリアム・マルドゥーン 、ジョン・マクマホンなど。
1889年1月と2月に、彼はフィラデルフィアでオーガスト・ラグランジ、ウィリアム・マルドゥーン、テッド・ジョージと対戦。
生涯最後の試合は1891年5月13日のニューヨーク州トロイでのマーティン「ファーマー」バーンズ(Martin Burns)戦である。同年（1891年）8月16日にニューヨーク市で32歳で死去。死因はウイルス性感染症だった。彼はニューヨーク市ブロンクスのウッドローン墓地に埋葬された。
結局は実現しなかったが、アメリカのレスリングを日本に持ち込もうとしたという。
ジャック・カーキークは、亡くなってから11年後の1902年2月、英国のスポーツ紙『ミラー・オブ・ライフ』に、「ジャップのソラキチについては彼の体重を鑑みてもおそらく世界で最も勇敢な男だという認識をしている」と語った。「幸運なこのにこの小さなジャップはサイズや体重に関係なく、その日最高の男たちに挑んできたというだけであり、ために多くの敗北に苦しんだ。そして、身体が小さくとも果敢に大きな者にくい下がっていった。」
 